# كوليبروك (نيوهامشير)
كوليبروك (بالإنجليزية: Colebrook, New Hampshire)‏ هي بلدة أمريكية تقع في الولايات المتحدة في مقاطعة كوس (نيوهامشير). يقدر عدد سكانها بـ 2,301 نسمة ومساحتها 105.9 كم2وترتفع عن سطح البحر 312 متر.

## المناخ
يظهر الجدول التالي التغييرات المناخية على مدار السنة لكوليبروك:
| البيانات المناخية لـكوليبروك                   | البيانات المناخية لـكوليبروك | البيانات المناخية لـكوليبروك | البيانات المناخية لـكوليبروك | البيانات المناخية لـكوليبروك | البيانات المناخية لـكوليبروك | البيانات المناخية لـكوليبروك | البيانات المناخية لـكوليبروك | البيانات المناخية لـكوليبروك | البيانات المناخية لـكوليبروك | البيانات المناخية لـكوليبروك | البيانات المناخية لـكوليبروك | البيانات المناخية لـكوليبروك | البيانات المناخية لـكوليبروك |
| الشهر                                          | يناير                        | فبراير                       | مارس                         | أبريل                        | مايو                         | يونيو                        | يوليو                        | أغسطس                        | سبتمبر                       | أكتوبر                       | نوفمبر                       | ديسمبر                       | المعدل السنوي                |
| ---------------------------------------------- | ---------------------------- | ---------------------------- | ---------------------------- | ---------------------------- | ---------------------------- | ---------------------------- | ---------------------------- | ---------------------------- | ---------------------------- | ---------------------------- | ---------------------------- | ---------------------------- | ---------------------------- |
| الدرجة القصوى °ف (°م)                          | 61 (16)                      | 63 (17)                      | 79 (26)                      | 86 (30)                      | 90 (32)                      | 93 (34)                      | 94 (34)                      | 95 (35)                      | 94 (34)                      | 81 (27)                      | 71 (22)                      | 65 (18)                      | 95 (35)                      |
| متوسط درجة الحرارة الكبرى °ف (°م)              | 23.8 (−4.6)                  | 26.9 (−2.8)                  | 37.1 (2.8)                   | 50.0 (10.0)                  | 64.5 (18.1)                  | 72.7 (22.6)                  | 77.3 (25.2)                  | 74.8 (23.8)                  | 66.1 (18.9)                  | 54.2 (12.3)                  | 40.9 (4.9)                   | 28.6 (−1.9)                  | 51.4 (10.8)                  |
| متوسط درجة الحرارة الصغرى °ف (°م)              | 0.2 (−17.7)                  | 1.2 (−17.1)                  | 14.7 (−9.6)                  | 28.3 (−2.1)                  | 39.5 (4.2)                   | 49.3 (9.6)                   | 53.7 (12.1)                  | 51.7 (10.9)                  | 44.1 (6.7)                   | 32.5 (0.3)                   | 23.2 (−4.9)                  | 8.9 (−12.8)                  | 28.9 (−1.7)                  |
| أدنى درجة حرارة °ف (°م)                        | −40 (−40)                    | −42 (−41)                    | −29 (−34)                    | −8 (−22)                     | 17 (−8)                      | 27 (−3)                      | 31 (−1)                      | 29 (−2)                      | 18 (−8)                      | 7 (−14)                      | −13 (−25)                    | −38 (−39)                    | −42 (−41)                    |
| الهطول إنش (مم)                                | 2.85 (72)                    | 1.96 (50)                    | 2.64 (67)                    | 2.63 (67)                    | 3.84 (98)                    | 4.13 (105)                   | 4.15 (105)                   | 4.45 (113)                   | 3.72 (94)                    | 3.40 (86)                    | 3.42 (87)                    | 2.80 (71)                    | 39.99 (1٬015)                |
| متوسط تساقط الثلوج إنش (سم)                    | 21.2 (54)                    | 17.8 (45)                    | 13.8 (35)                    | 4.9 (12)                     | trace                        | 0 (0)                        | 0 (0)                        | 0 (0)                        | trace                        | 0.6 (1.5)                    | 8.7 (22)                     | 23.1 (59)                    | 90.1 (229)                   |
| المصدر: الإدارة الوطنية للمحيطات والغلاف الجوي |                              |                              |                              |                              |                              |                              |                              |                              |                              |                              |                              |                              |                              |

## معرض صور

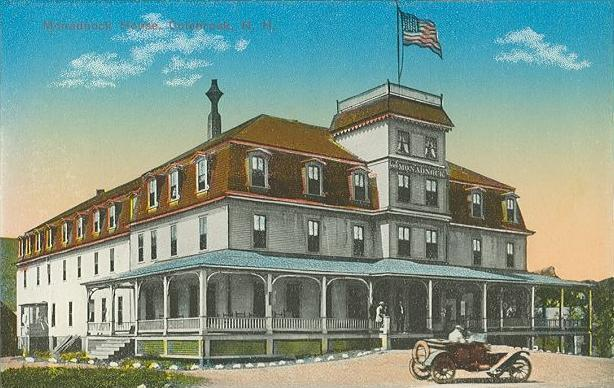
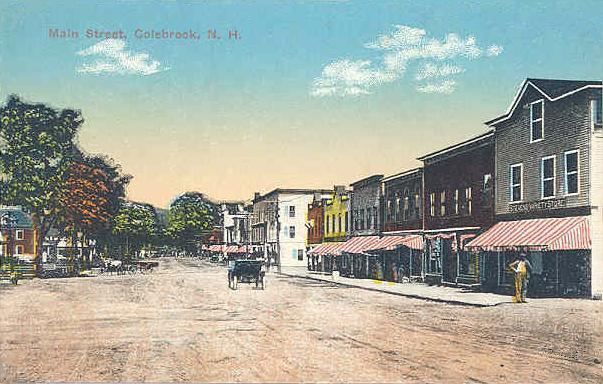
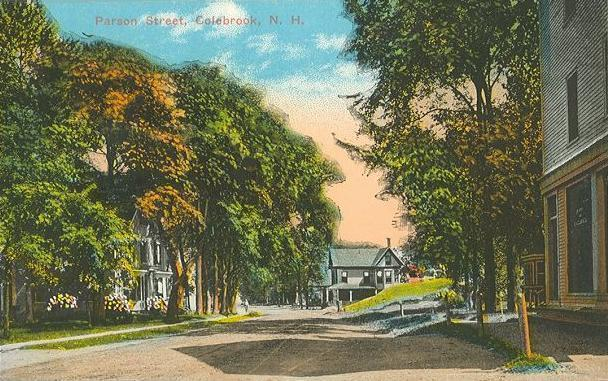
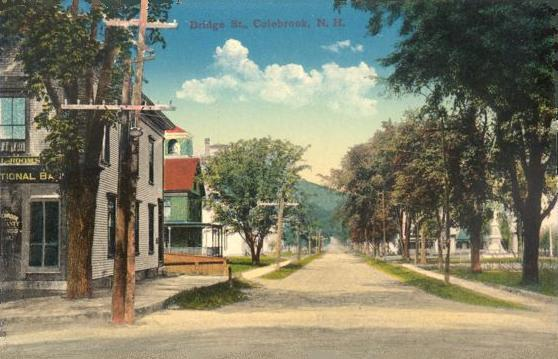

## أعلام
- تشيستر بي. جوردن
- فرانك كروفورد
- كريستوفر وايلدر
- إرفينغ دبليو. درو
- هوريس وايت